# 남해FM공동체라디오방송
사)남해FM공동체라디오방송은 경상남도 남해군을 방송권역으로 하는 대한민국의 비영리 공익지상파 공동체 라디오 방송국이다. 경상남도에서 최초이자 유일한 남해FM공동체라디오방송은 NBN(Namhae Broadcasting Network)으로 주파수는 FM 91.9MHz이다.
사)남해FM공동체라디오방송은 지역 문화발전, 더불어 사는 공동체 문화 형성, 지역사회의 소통 강화, 문화적 향유권 확대, 재난방송을 통해 군민의 생명과 재산을 지키고 안전한 지역공동체 문화형성 등에 이바지하며, 사회적 약자에 대한 지원과 활동 활성화를 꾀하고, 다양한 불평등한 관계를 해소하는 한편, 지역공동체의 미래인 청소년이 건강한 성장과 발전을 하는 데 기여하고자 하는 목표로 활동하고 있다.

## 연혁
- ’21.11 방송통신위원회 사)남해FM공동체라디오방송 법인설립 허가(2021-08호)
- ‘21.12 사)남해FM공동체라디오방송 법인 등기(등록번호 194621-0000697)
- ’21.12. 사)남해FM공동체라디오방송 사업자 등록(등록번호 182-82-00496)
- ‘22.01 방송통신위원회 사)남해FM공동체라디오방송 허가(11-2022-07-0002617호)
- ‘22.02 행정안전부 예비마을기업 선정
- '22.03 남해군신활력플러스 액션그룹 선정
- '22.07 공익법인(구 기부금지정단체) 지정
- 2022년 12월 16일 개국.

## 특징
송신소는 경남 남해군 망운산(해발 785.9m)에 위치한 KBS중계소 내에 있으며, 연주소는 남해읍 화전로 96번길 2에 위치하고 있으며, 주요시설로는 스튜디오 3개, 조정실, 커뮤니티실, 사무실로 이루어져 있다.
'23년 3월 현재 40여명의 방송자원활동가들이 활동하고 있으며, 아침 5시부터  자정까지 19시간동안 방송을 송출하고 있다. 주요 프로그램으로는 '굿모닝 남해!' 프로그램을 비롯해 매주 20여개의 프로그램이 편성되어 있으며, FM 91.9MHz 라디오방송과 남해FM전용 앱, 유튜브, 페이스북 4개의 채널로 동시에 방송되고 있다.